# Mijnwet van 1810
De Loi concernant les Mines, les Minières et les Carrières (Bulletin des Lois no. 285) was een wet uit 1810 betreffende mijnen, mijnbouw en steengroeves in het Eerste Franse Keizerrijk, ondertekend door Napoleon Bonaparte. 
De wet bleef na de Franse tijd in Nederland tot 2002 van kracht in de Franse taal en werd aangeduid als de Loi minière, de Mijnwet van 1810 of de wet van 21 april 1810. In België bleef de wet in voege tot 15 september 1919, toen zij per koninklijk decreet werd samengevoegd met andere mijnwetten tot de Lois coordonnées sur les mines, minières et carrières. In Luxemburg is de Mijnwet van 1810, na vele wijzigingen (voor het laatst in 1955), nog steeds van kracht.

## Geschiedenis
De Landen van Overmaas, waar in de Oostelijke Mijnstreek tijdens het ancien régime veel steenkoolwinning plaatsvond, werden met het Partagetraktaat van 1661 definitief verdeeld tussen de Republiek der Zeven Verenigde Nederlanden en het Spaanse Rijk. De kolenmijnen in Kloosterrade bij Kerkrade, in het Land van 's-Hertogenrade (Rode), het Graafschap Daelhem en het Hertogdom Limburg werden onderdeel van de Spaanse Nederlanden (later Oostenrijkse Nederlanden), waar Karel II van Spanje op 1 mei 1694 het Algemeen Reglement voor de Mijnbouw (ook wel 'Algemeen Mijnreglement' of 'Algemeen Reglement voor het Mijnbouwwezen') invoerde. Dit gold tot 29 mei 1801, toen de Franse mijnwet van 28 juli 1791 ook in de negen Zuid-Nederlandse departementen (in 1795 geannexeerd door de Eerste Franse Republiek) werd ingevoerd. Daar kwam nog een instructie bij op 18 messidor Jaar 9 (7 juli 1801).
Op 21 mei 1810 trad de Mijnwet van 21 april 1810 in werking. Een extra instructie werd aangenomen op 3 augustus 1810. Op 3 januari 1813 vaardigde Napoleon een keizerlijk decreet uit waarvan artikel 29 aan de Mijnwet van 1810 toevoegde: "Het is verboden om kinderen onder de tien jaar in mijnen en steengroeven te laden afdalen of te laten werken."
Tijdens het Verenigd Koninkrijk der Nederlanden voegde Minister van Binnenlandse Zaken en Waterstaat Patrice de Coninck er op 4 maart 1824 het Besluit nopens de regten voortspruitende uit concessien van Mijnen aan toe, om duidelijk te maken dat alleen de delfstoffen vermeld in de concessieakte mochten worden ontgonnen en niets anders. In Frankrijk zelf werd de wet op 9 mei 1866 vervangen door een andere wet, waarbij de grondeigenaar een belangrijkere rol speelde, hetgeen vooral de metallurgische industrie meer macht gaf ten opzichte van de staat.
In 1904 werd vanwege ontwikkelingen in de particuliere mijnen in Limburg de Mijnwet nog ingrijpend gewijzigd, waarbij een mijnexploitant nalatig kon worden verklaard als een mijn niet behoorlijk werd ontgonnen, zodat deze openbaar verkocht kon worden; dit amendement trad op 1 november 1906 in werking. Dit was nadat bij de Mijnwet van 24 juni 1901 werd beschikt dat van staatswege in Limburg kolenmijnen zouden worden geëxploiteerd en de eerste staatsmijnen in Limburg werden aangelegd.
Pas op 1 januari 2003 werd deze wet ingetrokken en vervangen door de Mijnbouwwet. Daarmee verdween de laatste, nog geldende, Franstalige wet uit het Nederlandse recht.

## Bepalingen
De Mijnwet van 1810 bepaalt onder meer dat niemand mijnen mag exploiteren zonder concessieakte van de regering (artikel 3). De eigenaar van de grond waaronder delfstoffen (zouden kunnen) worden gevonden en opgegraven moet eerst worden gehoord en vooraf compensatie ontvangen voor de schade aan zijn grondbezit zodra de regering - na overleg met het Mijnbouwbestuur - toestemming heeft verleend voor het onderzoek doen naar, opgraven van en exploiteren van delfstoffen onder de grond (artikel 10). Ook mogen er geen mijnbouwwerkzaamheden plaatsvinden binnen een straal van 100 meter van woningen, ommuurde omheiningen, binnenplaatsen of tuinen zonder toestemming van de eigenaar(s) van die zaken (artikel 11). Artikel 67 bepaalt dat een mijnbouwexploitant die delfstoffen onder staatsbossen wil ontginnen, pas toestemming kan krijgen van de regering nadat er is overlegd met het staatsbosbeheer en precies is bepaald welk bosgebied mag worden afgegraven; bovendien moet de mijnbouwexploitant alle veroorzaakte schade vergoeden en natuurherstel uitvoeren door het planten van eikels of zaailingen in het betreffende gebied (of een ander evenredig gebied ter compensatie).
Zodoende wordt de Mijnwet van 21 april 1810 wel eens de "eerste/oudste Nederlandse milieuwet" genoemd, hoewel dat ook wel eens wordt gezegd over het Keizerlijk Decreet van 15 oktober 1810 en de Hinderwet van 1875. Vanwege het in 1813 toegevoegde verbod op mijnarbeid door kinderen jonger dan 10 jaar wordt er ook wel een begin in gezien van het latere verbod op kinderarbeid (Kinderwetje van Van Houten 1874) en van arbeidersbescherming in het algemeen.

## Inhoud
Wet van 21 april 1810, Bulletin des Lois 285.
NAPOLÉON, par la grâce de Dieu et les constitutions, Empereur des Français, Roi d'Italie, Protecteur de la Confédération du Rhin, &c.; &c.; &c.; à tous présens et à venir, salut.

Le Corps législatif a rendu, le 21 avril 1810, le décret suivant, conformément à la proposition faite au nom de l'Empereur et Roi, et après avoir entendu les orateurs du Conseil d'état et le président de la commission d'administration intérieure.
DÉCRET.
Titre I.erDes Mines, Minières et Carrières
Artikelen I.er-4
Titre IIDe la Propriété des Mines
Artikelen 5-10
Titre IIIDes Actes qui précèdent la demande en concession de Mines
Artikelen 11-21
Titre IVDes Concessions
Artikelen 22-46
Titre VDe l'exercice de la Surveillance sur les Mines par l'Administration
Artikelen 47-50
Titre VIDes Concessions ou Jouissances des Mines, antérieures à la présente Loi
Artikelen 51-56
Titre VIIRéglemens sur la Propriété et l'Exploitation des Minières, et sur l'Etablissement des Forges, Fourneaux et Usines
Artikelen 57-80
Titre VIII
Artikelen 81-86
Titre IXDes Expertise
Artikelen 87-92
Titre XDe la Police et de la Juridiction relatives aux Mines
Artikelen 93-96
Collationné à l'original, par nous président et secrétaires du Corps législatif. Paris, le 21 Avril 1810. Signé le comte de Montesquiou, président; Puymaurin, Debosque, Plasschaert, Grellet, secrétaires.
Mandons et ordonnons que les présentes, revêtues des sceaux de L'États insérées au Bulletin des lois, soient adressées aux Cours, aux Tribunaux et aux autorités administratives, pour qu'ils les inscrivent dans leurs registres, les observent et les fassent observer; et notre Grand-Juge Ministre de la justice est chargé d'en surveiller la publication.
Donné à Anvers, le I.er Mai de l'an 1810.
Signé NAPOLÉON.
Vu par nous Archichancelier de l'Empire,
Signé CAMBACÉRÉS.
Le Grand-Juge Ministre de la justice,
Signé Duc de Massa.
Par l'Empereur:
Le Ministre Secrétaire d'état,
Signé H. B. Duc de Bassano.
Certifié conforme par nous
Grand-Juge Ministre de la justice:
Le Duc de Massa.